# Кунгсьор (община)
Община Кунгсьор (на шведски: Kungsörs kommun) е разположена в лен Вестманланд, централна Швеция с обща площ 228 km2 и население 8175 души (към 31 декември 2013). Административен център на община Кунгсьор е едноименния град Кунгсьор.